# UNITED for Intercultural Action
UNITED for Intercultural Action és una xarxa europea contra el nacionalisme, el racisme, el feixisme i de suport als migrants i refugiats en la qual cooperen més de 560 organitzacions de 48 països europeus. UNITED va ser fundada el 1992 (registrada oficialment com a organització benèfica segons la legislació holandesa el 1993) i proporciona un fòrum per a la solidaritat activa i la cooperació entre una àmplia varietat d'organitzacions europees i els seus activistes a través de les fronteres europees.
UNITED es defineix com a eina paneuropea per enfortir i relacionar les organitzacions de base i les seves accions per millorar el seu impacte sociopolític. La idea de la xarxa UNITED va néixer dels participants de dos seminaris joves europeus antiracistes a Estrasburg el 1992. En aquelles ocasions, la necessitat d'un sistema d'informació i xarxes a escala europea es va expressar en el context dels disturbis xenòfobs més violents i massius que van tenir lloc a Alemanya després de la Segona Guerra Mundial: el motí de Rostock-Lichtenhagen del 22 al 24 d'agost, 1992.
El treball d'UNITED se centra principalment en la coordinació de campanyes de sensibilització a escala europea, l'organització de conferències internacionals i el manteniment d'un sistema d'informació i estructura de xarxa. UNITED coordina les següents campanyes anuals:
- Setmana Europea d'Acció contra el Racisme[5][6]
- Dia internacional dels refugiats
- Dia internacional contra el feixisme i l'antisemitisme[7]

UNITED té estatus participatiu al Consell d'Europa, i sovint és membre elegit del Consell Consultiu sobre Joventut del Consell d'Europa i té des de 1997 un estatut consultiu especial al Consell Econòmic i Social (ECOSOC) de les Nacions Unides.

## Campanyes

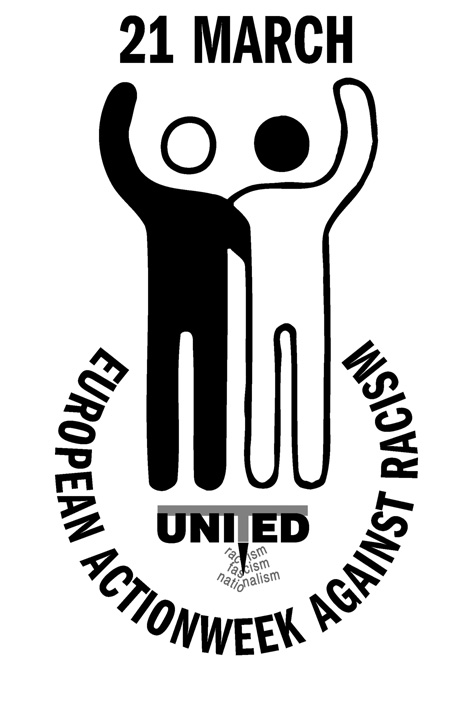
Logotip de la campanya de la "Setmana d'Acció contra el Racisme

### Setmana Europea d'Acció contra el Racisme - 21 de març
El 1966, l'Assemblea General de les Nacions Unides va declarar el 21 de març el Dia Internacional per a l'Eliminació de totes les Formes de Discriminació Racial com a reacció a l'assassinat de 69 manifestants contra l'apartheid a Sharpeville, Sud-àfrica, el 1960.
UNITED el 1993 va organitzar la primera Setmana d'Acció contra el Racisme a escala europea amb motiu del 21 de març. Des de llavors, UNITED coordina anualment la Setmana d'Acció contra el Racisme a escala europea amb l'objectiu de crear atenció pública estimulant i integrant diferents activitats sota el paraigua d'una campanya comuna. UNITED no organitza activitats de campanya, però produeix i proporciona lliurement les anomenades "eines de campanya" i documenta les activitats de la campanya. Les activitats de la campanya estan organitzades per organitzacions i grups independents de tot Europa. UNITED recopila aquestes activitats en un mapa en línia disponible a www.weekagainstracism.eu.
En diversos països, la idea de la Setmana d'Acció contra el Racisme anual es va desenvolupar amb èxit en tendències de reforç personal, mitjançant les quals les ONG locals van començar a estimular setmanes d'acció nacional. Des del 2001, es van desenvolupar a Alemanya les Setmanes Internacionals contra el Racisme (alemany: Internationale Wochen gegen Rassismus), que són els principals organitzadors d'aquesta campanya les ONG alemanyes Interkultureller Rat a Deutschland i Gesicht Zeigen. Semaine d'Actions Contre le Racisme, una ONG amb seu a Montreal, organitza una setmana d'acció contra el racisme a tot el Canadà des del 2000. Altres grups importants que van seguir la idea i van promoure la setmana d'acció contra el racisme al voltant del 21 de març són la Xarxa Europea contra el Racisme (ENAR) o el Futbol contra el Racisme a Europa (FARE). Tot i que es desenvolupen diferents setmanes d'acció nacional al llarg del temps, totes es concentren al voltant del 21 de març i estan relacionades amb el seu missatge.

### Dia internacional dels refugiats - 20 de juny

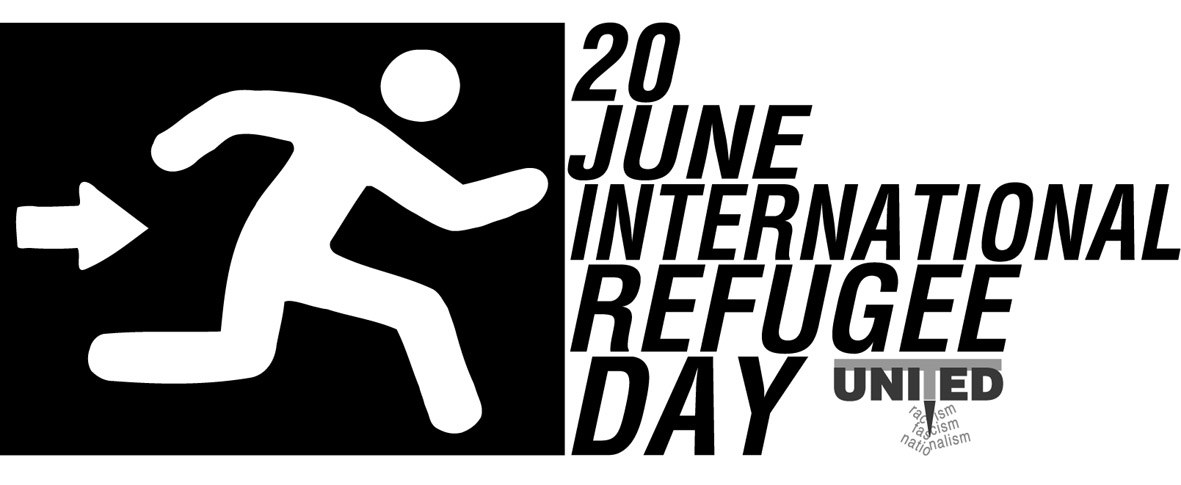
Logotip de la campanya del "Dia Internacional dels Refugiats"

El 2001 es va adoptar una resolució especial de l'Assemblea General de les Nacions Unides per declarar l'antic Dia del Refugiat Africà com el Dia Internacional dels Refugiats com a expressió de solidaritat amb Àfrica, que acull més refugiats. L'Assemblea General va assenyalar que el 2001 es va marcar el cinquantè aniversari de la Convenció de 1951 relativa a l'estatus dels refugiats i que l'Organització de la Unitat Africana (OUA) havia acordat que el Dia Internacional dels Refugiats coincidís amb el Dia Africà dels Refugiats el 20 de juny.
UNITED coordina una campanya anual al voltant d'aquesta data. Aquesta campanya té com a objectiu posar de manifest els problemes dels refugiats des d'una perspectiva no governamental. El missatge de la campanya és portat pels resultats de seguiment del projecte de seguiment en curs Fatal Realities of Fortress Europe.

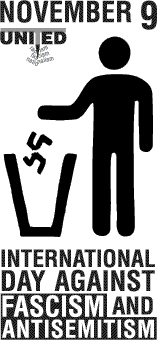
Logotip de la campanya del "Dia internacional contra el feixisme i l'antisemitisme"

### Dia internacional contra el feixisme i l'antisemitisme - 9 de novembre
El 9 de novembre de 1938, l'Alemanya nazi va iniciar un pogrom contra els jueus. Llars jueves van ser saquejades, així com les botigues, ciutats i pobles, per soldats d'assalt SA que destruïren també edificis civils a cops de martell, deixant els carrers coberts de peces de finestres de la destrossa i que donà nom a la "Kristallnacht", que vol dir la "Nit dels vidres trencats". Es van matar 91 jueus i 30.000 homes jueus -una quarta part de tots els jueus d'Alemanya- van ser traslladats a camps de concentració, on van ser torturats durant mesos, amb més de 1.000 morint-hi. Al voltant de 1.668 sinagogues van ser saquejades i 267 van cremar. Només a Viena es van destruir 95 sinagogues o cases de pregària.
El pogrom "Kristallnacht" es veu com el començament simbòlic de l'erradicació sistemàtica del poble jueu que havia començat amb la discriminació i l'exclusió dels jueus alemanys des del 1933 i que finalment va provocar l'assassinat de milions de jueus i els anomenats "enemics de l'estat alemany": homosexuals, criminals i persones" asocials", membres de diverses comunitats religioses, persones amb discapacitat mental, "delinqüents" polítics com comunistes i socialistes, refugiats republicans espanyols i minories com els gitanos i els sinti i altres.
Des de 1995, UNITED coordina una campanya paneuropea anual amb motiu del 9 de novembre, anomenada Dia Internacional contra el feixisme i l'antisemitisme. En aquest sentit, l'enfocament es duplica: mentre que una part de la campanya té com a objectiu commemorar les víctimes del pogrom "Kristallnacht" i, de manera més general, les víctimes de l'Holocaust i del feixisme al llarg de la història; una altra part se centra principalment en qüestions contemporànies de racisme, antisemitisme, extremisme de dreta i neofeixisme. A la campanya s'uneixen molts grups diferents amb accions independents que UNITED recull en un mapa en línia disponible a www.dayagainstfascism.eu.

## Fatal Realities of Fortress Europe
Des de 1993, UNITED controla els resultats mortals de la construcció de "Fortress Europe" fent una llista dels refugiats i migrants que han mort en el seu intent d'entrar a la "Fortress" o com a resultat de les polítiques europees d'immigració. UNITED rep aquesta informació de diaris, periodistes, organitzacions que treballen en el camp de les qüestions de refugiats i migrants, investigadors privats i organitzacions governamentals. Les xifres donades només es poden prendre com a indicació del nombre real de morts. Cada cas publicat per UNITED està documentat als arxius UNITED i els investigadors i periodistes poden sol·licitar la part científica de la documentació per utilitzar-la per als seus estudis.
El 2011 ja s'han documentat més de 15.181 defuncions. L'anomenada "Llista de defuncions" té un paper important en la campanya anual del Dia dels Refugiats d'UNITED i també s'utilitza com a instrument de pressió. Per mesurar la magnitud de la "guerra contra els migrants", OWNI, una plataforma d'informació i notícies en línia, va construir un mapa interactiu com a memorial electrònic d'aquestes tragèdies. La "Llista de defuncions" també es va utilitzar en diversos projectes artístics.

## Publicacions
The European Address Book Against Racism és una publicació anual que conté dades de contacte i informació sobre el camp de treball d'organitzacions actives dins l'àmbit d'UNIT. L'edició impresa del 2011 contenia adreces de més de 2.480 organitzacions i revistes i 155 institucions de finançament. La versió en línia que es pot cercar conté més de 4.500 entrades.
El Calendari de l'Internacionalisme es publica diverses vegades a l'any i conté informació sobre esdeveniments i formacions relacionades amb el treball presentat per UNITED. També hi ha una versió en línia actualitzada setmanalment del calendari.
Periòdicament, UNITED publica fulletons informatius escrits per experts i activistes dins del camp de treball UNITED.

## I CARE - Internet Centre Anti Racism Europe
I CARE - Internet Centre Anti Racism Europe és un portal web que inclou debats i informes en directe sobre activitats antirracistes, principalment a Europa. ICARE és un divulgador d'informació per a la comunitat d'ONG europees que treballa en els camps de la lluita contra la discriminació, els drets humans, l'antisemitisme, la diversitat i la immigració, amb un enfocament a l'antiracisme. ICARE també és un sistema de xarxes comunitàries d'ONG, un entorn on les organitzacions grans i petites poden treballar en qüestions locals, nacionals, regionals i internacionals. L'objectiu d'ICARE és l'apoderament del treball democràtic i no violent sobre drets humans i antiracisme oferint informació i informant sobre els esdeveniments que tenen lloc, facilitant la comunicació, la defensa, les campanyes i les accions i estimulant la cooperació interseccional i internacional de les ONG.
I CARE va començar l'1 d'octubre de 1999 com un projecte de cooperació d'UNITED for Intercultural Action i la Magenta Foundation. L'objectiu era crear un portal per a l'antiracisme a Internet. Tot i que Internet va obrir les possibilitats de col·laboració amb organitzacions de tot el món, la decisió va ser centrar-se en Europa, ja que les dues organitzacions fundadores treballen bàsicament en un context europeu i perquè aspectes específics del racisme segueixen estant molt relacionats amb la cultura de la "vida real", polítiques i pràctiques. El setembre de 2005, ICARE es va convertir en un projecte només de la Fundació Magenta.
ICARE va informar de la Conferència Mundial de les Nacions Unides contra el Racisme (WCAR) de 2001 a Durban, que va oferir una avaluació crítica de la conferència, que incloïa la valoració "que s'hi permetia que el racisme es desenvolupés allà" i que "[el que] va passar a Durban [el 2000] no hauria de passar mai més"; el lloc web va continuar rastrejant l'evolució de la Durban Review Conference el 2009.
El 2010, ICARE es va proposar establir un nou servei, ICARE Hate Crime News Arxivat 2015-09-24 a Wayback Machine.. Aquest servei conté articles (només en anglès) sobre incidents i delictes motivats per l'odi als 56 estats participants de l'Organització per a la Seguretat i la Cooperació a Europa (OSCE) i s'actualitza gairebé cada dia amb articles de fonts de notícies "regulars". Al costat de la investigació individual, ICARE Hate Crime News fa ús del crowdsourcing per recollir informes d'incidents. La secretaria d'I CARE declarà que supervisaria totes les contribucions per tal d'estar en línia amb les normes de drets humans universalment reconegudes. Els informes d'incidents s'han d'escriure en anglès i incloure la font i, si està disponible, la ubicació web. Per a la definició de "delicte d'odi", ICARE apunta a la definició de treball que va ser desenvolupada per l'OSCE - Oficina d'Institucions Democràtiques i Drets Humans (ODIHR). ICARE Hate Crime News conté articles des de l'1 de gener de 2010.

## Arxius UNITED a IISH
UNITED col·labora amb l'Institut Internacional d'Història Social (IISH), que és un institut de recerca situat a Amsterdam. La secretaria UNITED, ubicada també a Amsterdam, recull des del 1992 documentació d'una àmplia gamma de grups antifeixistes i antifeixistes europeus i d'organitzacions de suport als migrants i refugiats des del 1992. L'arxiu es va transferir a l'IISH el 1998. Consisteix en correspondència amb les organitzacions connectades; qüestionaris sobre l'inici de la xarxa i documents sobre campanyes; documentació sobre al voltant de 300 grups i organitzacions antiracistes i antifeixistes; i documents relatius a conferències organitzades per UNITED, amb correspondència, documents sobre preparació, subvencions, participants i allotjament.